# Burdigala
Pour les articles homonymes, voir Burdigala (homonymie).
Burdigala est le nom antique de la ville de Bordeaux, fondée au Ier siècle av. J.-C. par l'Empire romain.

## Étymologie
« Burdigala » serait composé de deux racines aquitaniques burd- qui signifie « boueux » et de cal- qui voudrait dire « abri, crique » et signifierait à peu près « abri dans les marais » en (proto-basque). Ce nom a évolué en Bordigala, puis Bordale en basque, Bordèu en gascon et « Bordeaux » en français. Les marins bretons l'appellent Bourdel, avec une très forte accentuation de la première syllabe, ce qui donne une voyelle longue; cette forme figure, entre autres, dans le dictionnaire Garnier (1986). Une rivière appelée Eau Bourde passant au sud de la ville conserve aussi ce sens de « marais ».

## Histoire

### Peuplements antérieurs
Le premier emplacement habité est situé à l'embouchure de la Devèze, un affluent de la Garonne, proche de la Gironde. La naissance de Bordeaux n'est pas liée aux qualités du site, car, ville d'embouchure située sur une avancée du plateau landais, elle a longtemps été cernée de marais pestilentiels.

### La conquête romaine
S'il existe des traces antérieures de peuplements humains, la ville de Burdigala n'est vraiment fondée qu'au Ier siècle av. J.-C., quand l'Empire romain déplace et installe sur ce site les Bituriges Vivisques (littéralement « Bituriges déplacés »).
Pendant la guerre des Gaules, un lieutenant de Jules César, Publius Crassus, est accueilli à Burdigala en 56 av. J.-C..
En 52 av. J.-C., le cardo et le decumanus (aujourd'hui rue Sainte-Catherine et rues Porte Dijeaux et Saint Rémi) sont tracés le long de l'îlot Saint-Christoly qui englobe l'espace situé entre les rivières Devèze et Peugue et la Place Pey-Berland.
La ville devient le chef-lieu de la civitas des Vivisques, administrée par un collège de magistrats, avec le statut de cité pérégrine stipendiaire, le moins avantageux dans l'Empire romain. Ce carrefour routier est porté sur la table de Peutinger.

### Le Haut-Empire
Sous l'Empire romain, Burdigala se développe et devient une des villes les plus opulentes de la Gaule. Les premiers plants de vigne à l'origine du vignoble bordelais sont implantés entre 40 et 60 sur les coteaux nord de la rive gauche de la Garonne.
En 70, l'empereur Vespasien en fait la capitale administrative de la province romaine d’Aquitaine (des Pyrénées à la Loire) à la place de Mediolanum Santonum (Saintes). Il semble que sous le règne de cet empereur, la ville ait reçu le statut de municipe de droit latin.
La ville est particulièrement prospère sous la dynastie des Sévères (193-235). Elle englobe alors le mont Judaïque (actuel quartier Saint-Seurin). De cet âge d'or datent des monuments illustres dont le forum (Piliers de Tutelle) et le Palais Gallien (amphithéâtre pouvant contenir 15 000 personnes sur ses gradins en bois).

### La période des troubles

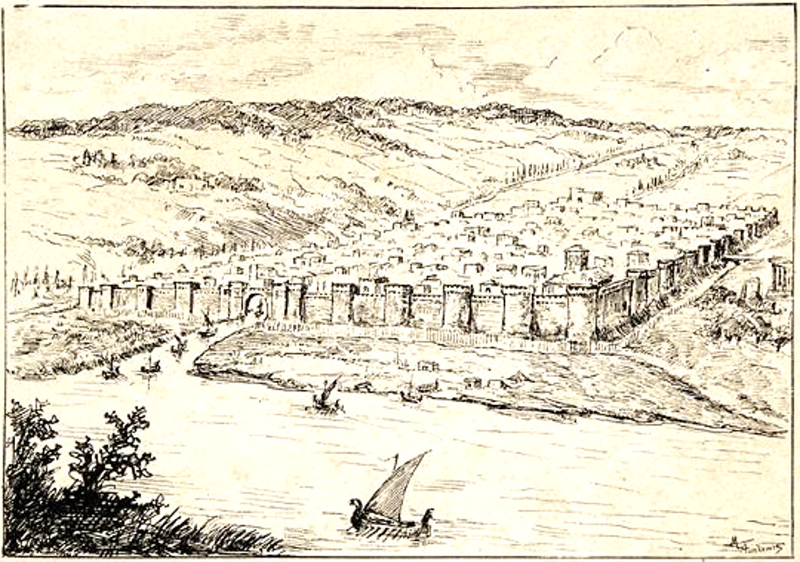
Burdigala (Bordeaux) au IVe siècle.

La ville est victime de la révolte de Tetricus, « empereur des Gaules » (271-273/274), puis des troubles des Bagaudes.
Durement frappée par les invasions barbares de 276 (la ville est pillée et incendiée), la cité décide de construire des remparts qui sont achevés en 286 (selon le tracé actuel des cours d'Alsace-Lorraine, de la rue des Remparts et des cours du Chapeau Rouge et de l'Intendance). Il s'agit d'une enceinte de 740 mètres sur 480 mètres dont les murs ont une hauteur de dix mètres et une largeur de cinq mètres.
On reconstruit également le port intérieur dans lequel s'écoule la Devèze par vingt-six bouches de bronze. La ville continue à briller pendant près d'un siècle, grâce au commerce de suif, de cire, de poix et de papyrus. Elle s'illustre par ses poètes chrétiens (Ausone, 309-394) et ses saints (Paulin de Nole (353-431), Sulpice-Sévère (363-410)).
En 333, l'Anonyme de Bordeaux en fit l'origine de son pèlerinage vers Jérusalem. Il nota Civitas Burdigala attestant ainsi du statut de la ville. Civitas Burdugala, ubi est fluvius Garonna per quem facit mare Oceanum accessa et recessa, per leuga plus minus centum. La ville de Bordeaux, où est le fleuve Garonne dans lequel les flux et reflux de l'océan (marées) se font sur plus ou moins cent lieues.
Son itinéraire et sa description des lieux saints sont le plus ancien témoignage écrit d'un pèlerinage vers Jérusalem.

## Personnalités liées à Burdigala

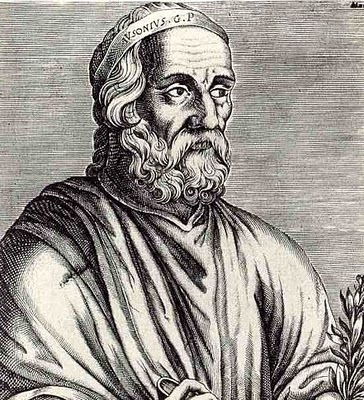
Ausone.
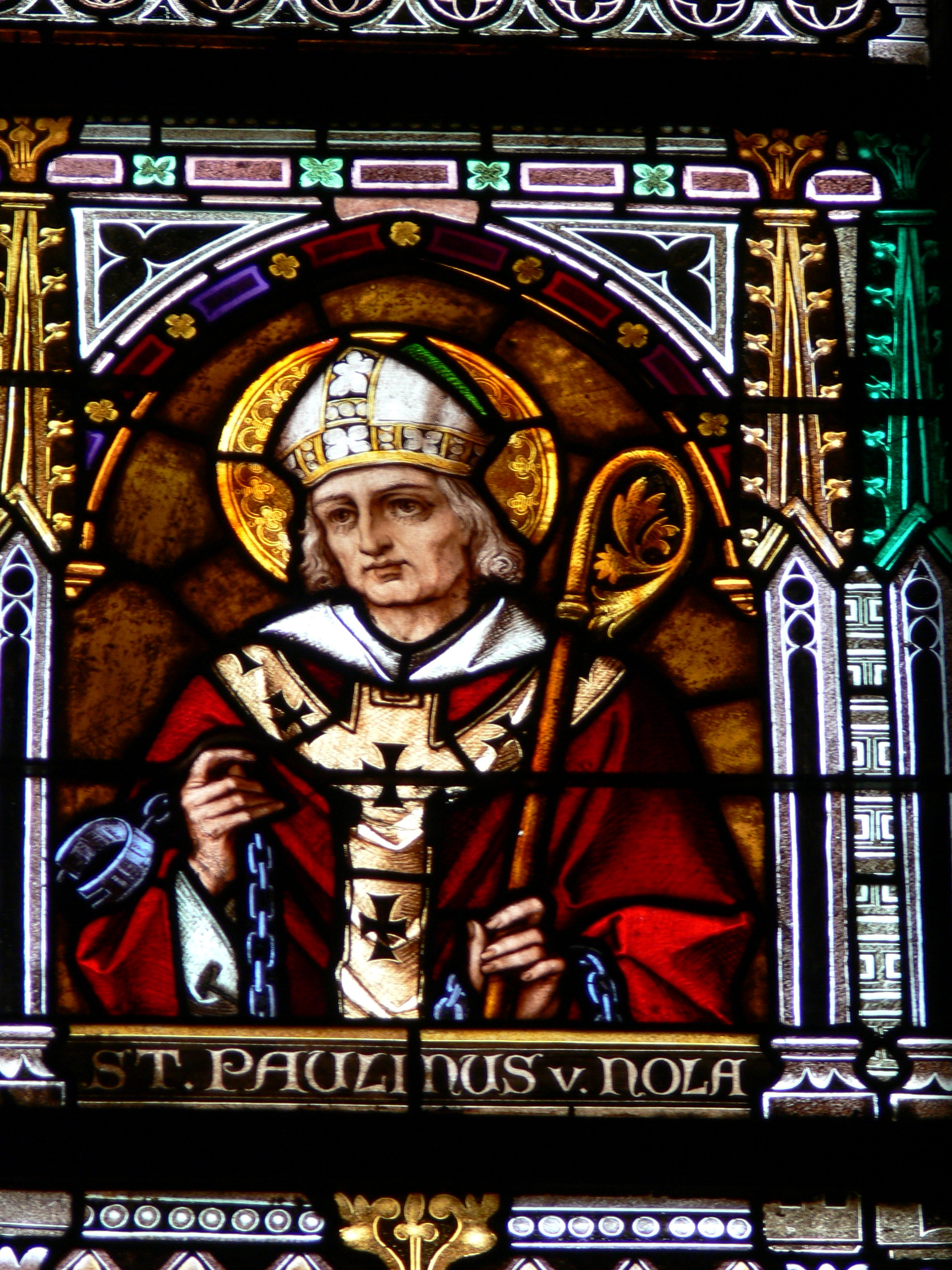
Paulin de Nole.
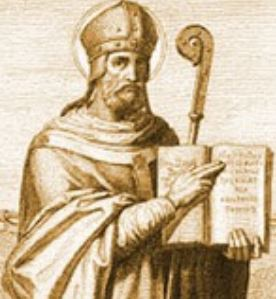
Sulpice-Sévère.

- Ausone (309-394), poète et professeur.
- Saint Paulin de Nole (353-431), poète et un ecclésiastique.
- Saint Sulpice-Sévère (363-410), chroniqueur et ecclésiastique.
- Saint Delphin, premier évêque de Bordeaux dont on soit certain.
- Saint Amand, évêque de Bordeaux.
- Saint Seurin, évêque de Bordeaux.

## Monuments antiques

### L'amphithéâtre

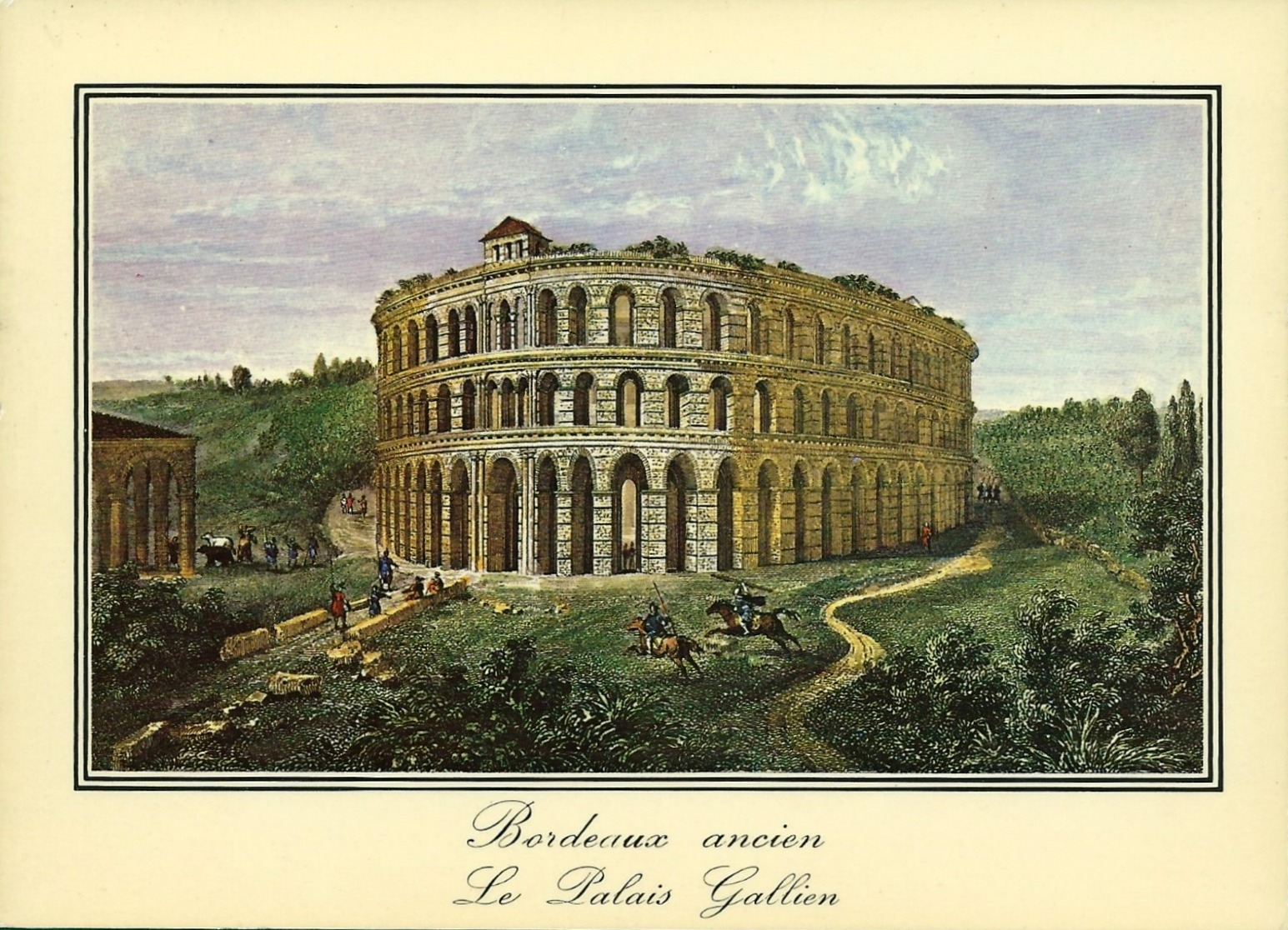
Palais Gallien.

L'amphithéâtre de Bordeaux, traditionnellement appelé « Palais Gallien », est construit au IIe siècle. L'arène intérieure mesurait 70 m sur 47 m, le pourtour de l'édifice était de 132 m sur 111 m, une hauteur de 25 m, ce qui en faisait un amphithéâtre de bonne taille. D'après sa dimension, on estime sa capacité à 22 000 places.

### Les Piliers de Tutelle

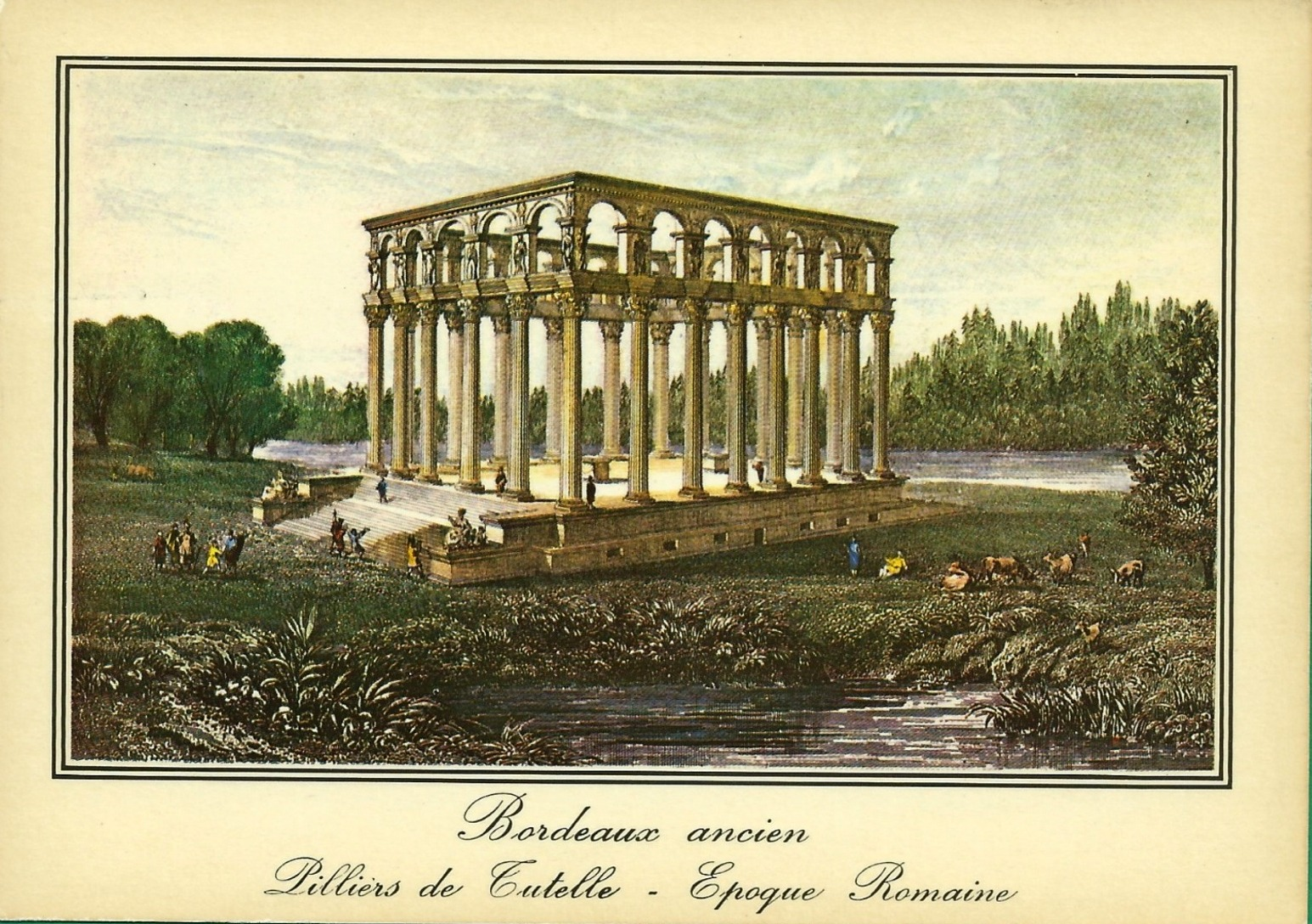
Piliers de Tutelle.

Bordeaux a conservé, jusqu'en 1675, un important monument gallo-romain, appelé « Piliers de Tutelle ». Ce bâtiment du IIIe siècle, unique dans la France du XVIIe siècle, avait comporté 24 colonnes surmontées d'une architrave, rehaussées d'un couronnement à arcades orné de cariatides de trois mètres de hauteur. L'architecte Claude Perrault (1613-1688), qui dessina ce qu'il en restait en 1669 (dix-sept colonnes), indique qu'il ne s'agissait ni d'un temple, ni d'une basilique, puisque l'on n'y voyait nulle trace de charpente. Or des fouilles de 2003, permirent de découvrir un péribole, ce qui atteste qu'il s'agit bien d'un temple. Cette ruine presque intacte fut détruite en 1675 sur ordre de Louis XIV, afin de permettre la réalisation du glacis du Château Trompette alors rebâti sur les plans de Vauban.

## Burdigala dans la bande dessinée
- Dans l'album de bande dessinée, Le Tour de Gaule d'Astérix, René Goscinny et Albert Uderzo, les deux héros, Astérix et Obélix, font étape à Burdigala[10].
- Le glaive de Burdigala, bande-dessinée augmentée, réalisée en partenariat avec le Musée d’Aquitaine et l’Université de Pau[11].

## Hommages
En 1894, l'astronome bordelais Fernand Courty découvre depuis l'observatoire de Bordeaux une "planète", en réalité un astéroïde, à qui il donne le nom de Burdigala.